# Brimstone Head
Brimstone Head is een heuvel in de Canadese provincie Newfoundland en Labrador. De ongeveer 35 m hoge heuvel is een uitham aan de noordwestkust van Fogo Island, een groot eiland ten noorden van Newfoundland.
De opvallende heuvel aan de rand van het dorp Fogo vormt vanwege de indrukwekkende uitzichten op zee en de omliggende eilanden een bij toeristen populaire beklimming. Aan de voet bevindt zich een klein park met enkele picknicktafels.

## Platte Aarde
Brimstone Head wordt vanwege zijn ligging en opmerkelijke vorm door sommigen beschouwd als een van de vier hoekpunten van de platte Aarde. In het nabijgelegen dorp Shoal Bay bevindt zich daarom sinds 2016 een museum over dit thema.

## Galerij

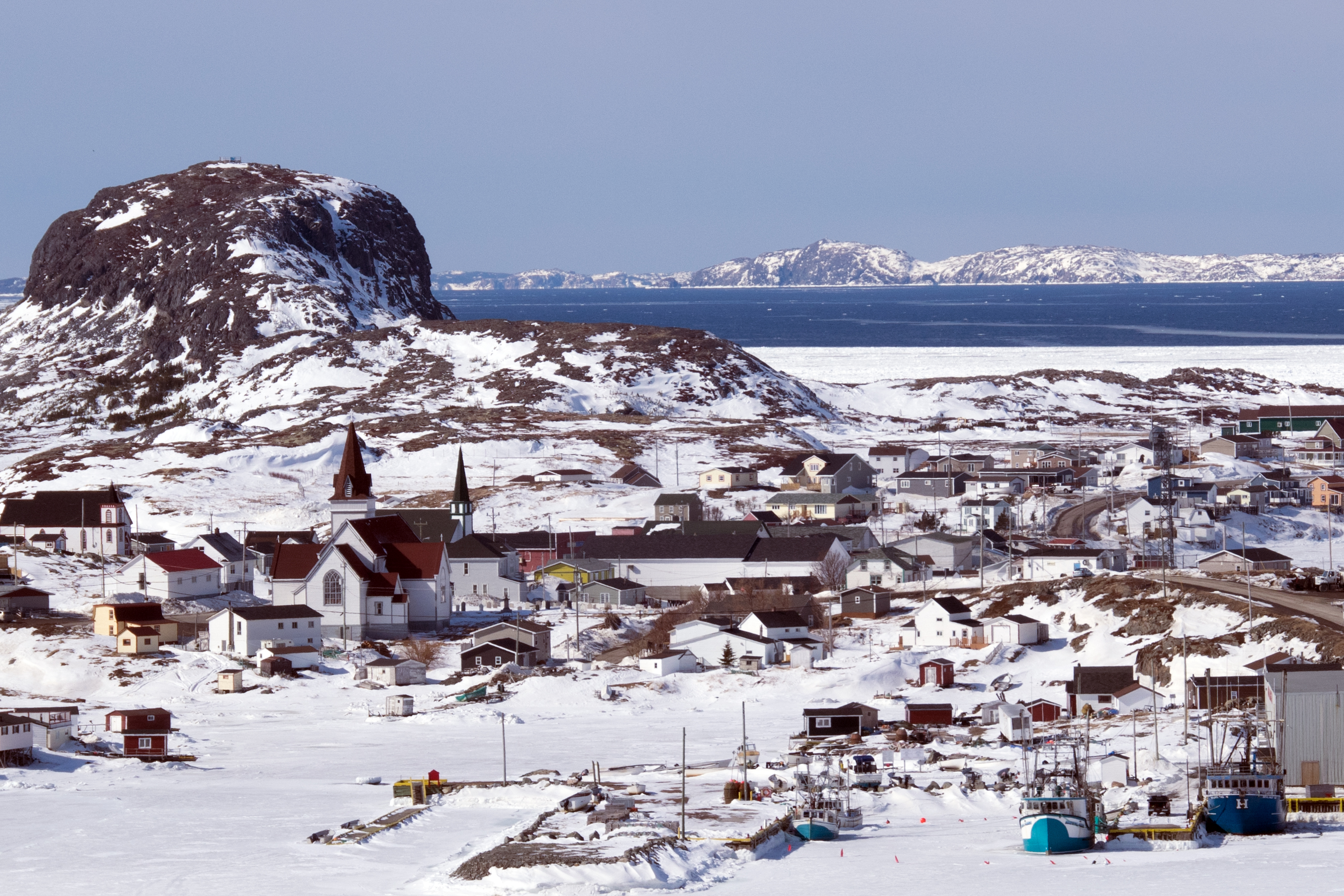
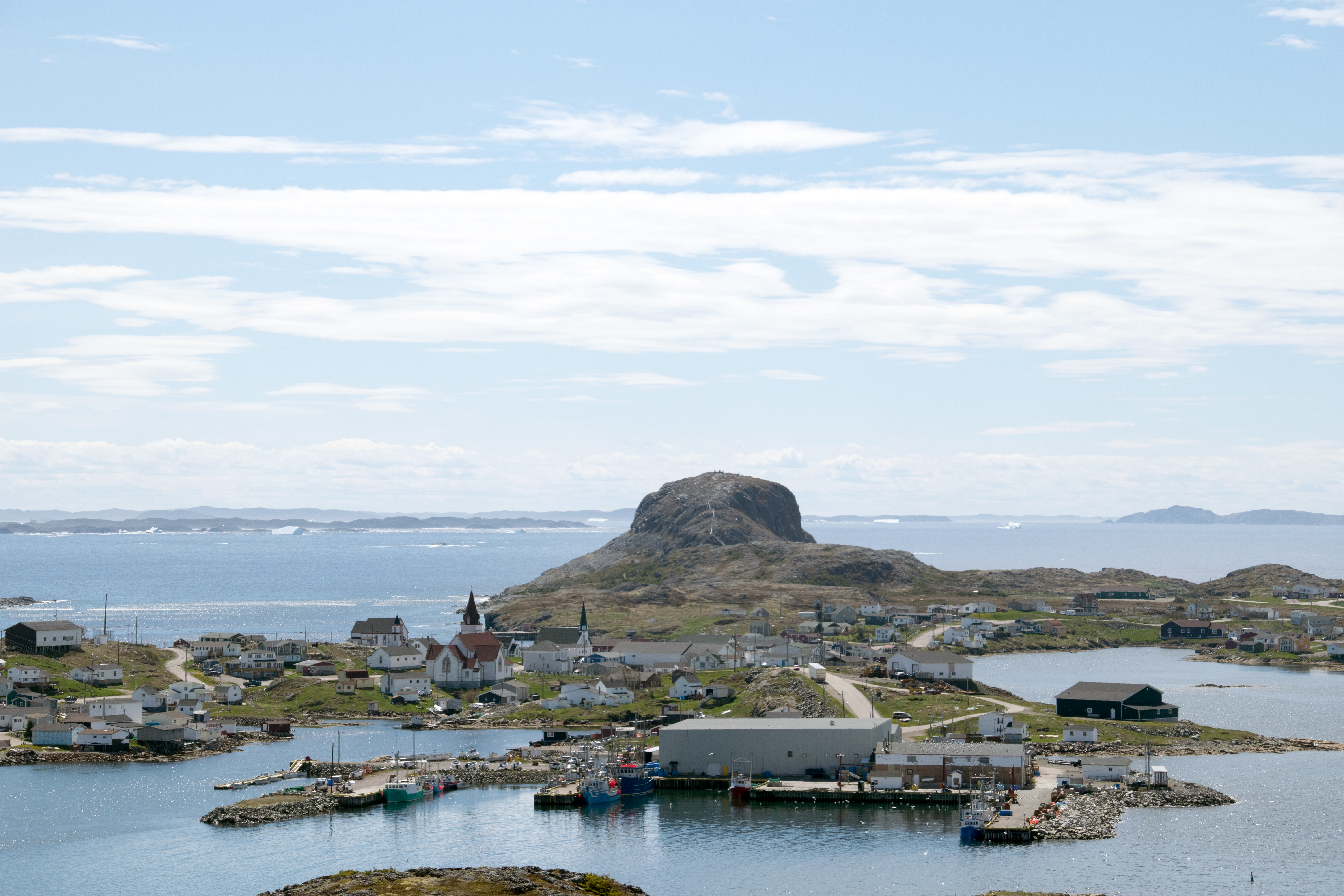
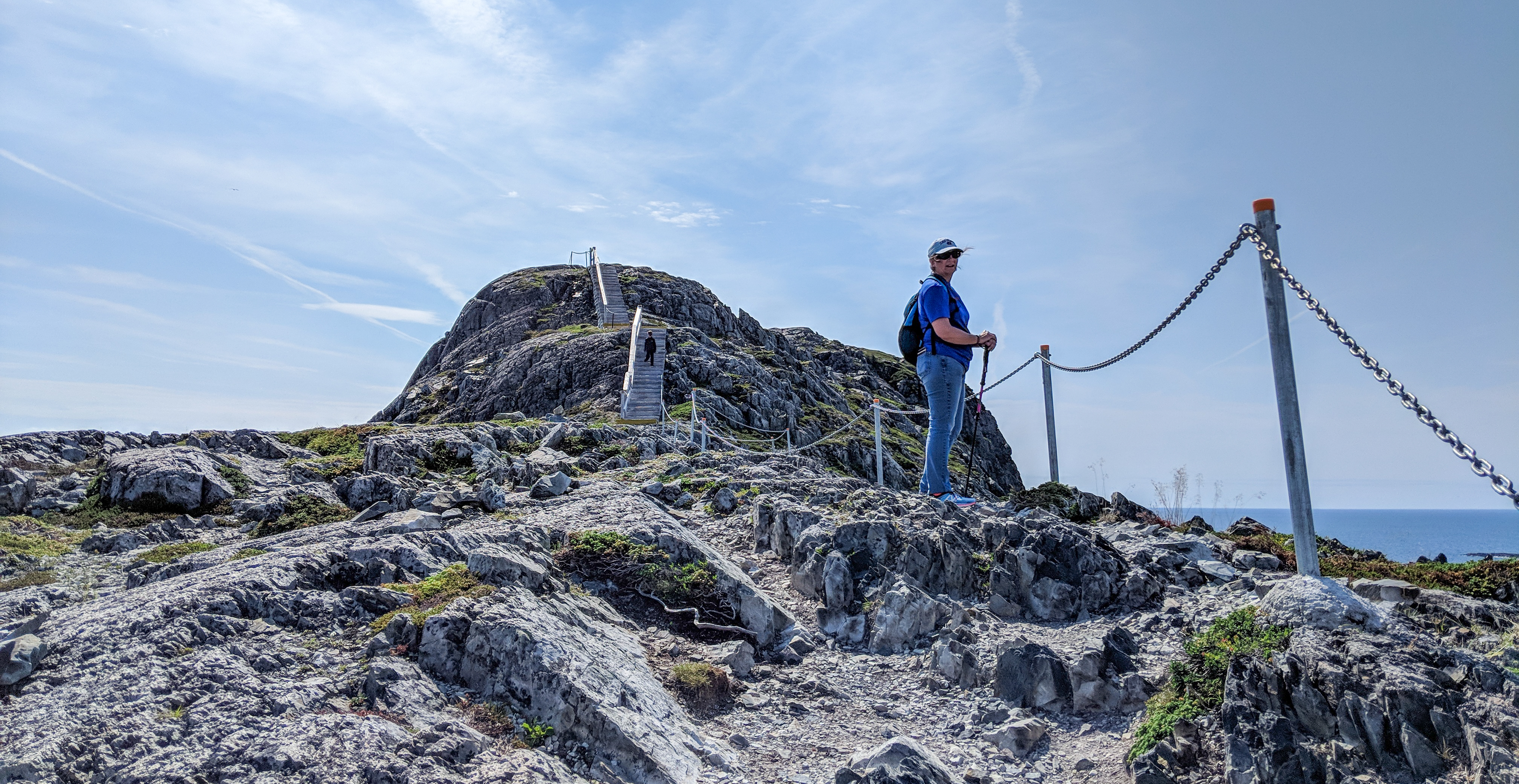